# 德爾 (阿肯色州)
德爾（英語：Dell）是一個位於美國阿肯色州密西西比縣的城鎮。

## 地理
德爾的座標為35°51′25″N 90°02′24″W / 35.85694°N 90.04000°W，而該地的平均海拔高度為73米（即240英尺）。

## 人口
根據2020年美國人口普查的數據，德爾的面積為2.38平方千米，皆為陸地。當地共有人口194人，而人口密度為每平方千米81人。